# Zanclea retractilis
Zanclea retractilis är en nässeldjursart som beskrevs av Boero, Bouillon och Gravili 2000. Zanclea retractilis ingår i släktet Zanclea och familjen Zancleidae. Inga underarter finns listade i Catalogue of Life.